# Alice Schoenfeld
Alice Schoenfeld  (* 19. Februar 1921 in Maribor, Königreich Jugoslawien; † 25. Mai 2019 in Pasadena) war eine deutsch-US-amerikanische Violinistin, Musikpadägogin an University of Southern California Thornton School of Music Los Angeles und Mäzenatin. Gemeinsam mit ihrer Schwester, der Cellistin Eleonore Schoenfeld trat sie als das Schoenfeld-Duo auf. Über 60 Jahre lehrte sie an der Thornton School of Music. Nach dem Tod ihrer Schwester spendete sie einen beträchtlichen Geldbetrag zur Gründung des Alice and Eleonore Schoenfeld Endowed Scholarship Fund und zum Umbau einer Konzerthalle der University of Southern California.

## Leben und Werk
Alice Schoenfeld wurde 1921 in Maribor als älteste Tochter der aus der Ukraine stammenden Johanna Schoenfeld, geb. Schendel und des aus Polen stammenden Geigers Johannes Schoenfeld geboren. Ihre Kindheit verbrachte sie in Maribor, wo 1925 ihre Schwester Eleonore geboren wurde. Anfang der 1930er Jahre zog die Familie nach Berlin. Hier wurde die musisch begabte Alice Schoenfeld von dem renommierten Geigenlehrer Karl Klingler unterrichtet. Sie debütierte 1931 im Alter von zehn Jahren mit den Berliner Philharmonikern. Seit Ende der 1930er konzertierte sie in Berlin, u. a. im Bach- und Schumann-Saal. Die Sommer verbrachte sie mit ihrer Schwester regelmäßig auf Klinglers Landsitz, auf Schloss Krumke, wo sie mit Klinglers Töchtern unterrichtet wurden. Alice Schoenfeld stand 1944 in der Gottbegnadeten-Liste.
Nach dem Zweiten Weltkrieg trat sie mit ihrer Schwester als Schoenfeld-Duo auf. Gemeinsam nahmen sie zahlreiche Solo- und Kammermusikstücke für Radio- und Fernsehsender in Europa, den Vereinigten Staaten, Asien und Australien auf. Im Dezember 1952 wanderte die Familie Schoenfeld in die Vereinigten Staaten aus und ließ sich in Los Angeles nieder. Alice Schoenfeld gab auch in Amerika – meist gemeinsam mit ihrer Schwester – zahlreiche Konzerte. Darüber hinaus begann sie Mitte der 1950er Jahre mit der Erteilung von Geigenunterricht. 1959 wurde sie und ihre Schwester eingeladen, an der Thornton School of Music neben Jascha Heifetz und Gregor Piatigorsky zu unterrichten. Zunächst lehrte sie parallel zu ihren Konzerttouren, später konzentrierte sie sich als Professorin für Violine ausschließlich auf Ausbildung junger Musiker. Bis zu ihrer Emeritierung im Alter von 95 Jahren unterrichtete sie an der Thornton School wöchentlich zehn Meisterschüler, unter anderem Rebekka Hartmann, Anne Akiko Meyers and Suli Xue.
In den 1980er Jahren gehörten sowohl Alice als auch Eleonore Schoenfeld zu den ersten international anerkannten Musikern, die China besuchten, nachdem formelle diplomatische Beziehungen zwischen China und den Vereinigten Staaten aufgenommen worden waren. Auf ihre Empfehlung hin erhielten mehr als hundert chinesische Studenten, die im Ausland studierten, Förderstipendien. Für herausragende Lehrleistungen erhielt sie den USC Ramo Music Faculty Award und den Artist Teacher Award 2008 der American String Teacher’s Association.
Alice Schoenfeld starb am 25. Mai 2019 im Alter von 98 Jahren in Pasadena. Sie wurde auf dem Mountain View Cemetery in Altadena beerdigt.

### Mäzenatentum
Alice Schoenfeld war eine großzügige Unterstützerin der Thornton School of Music. 2013 spendete sie zehn Millionen US-Dollar an die Musikschule. Drei Millionen Dollar wurden verwendet, um die ehemalige Filmschule der University of Southern California in einen Konzertsaal – die Alice and Eleonore Schoenfeld Symphonic Hall – umzubauen. Mit den restlichen sieben Millionen Dollar wurde der Alice and Eleonore Schoenfeld Endowed Scholarship Fund gegründet, der junge Musikstudenten an der Thornton School of Music finanziell unterstützt. Sie initiierte in China gemeinsam mit ihrem Schüler Suli Xue die Harbin Schoenfeld International String Competition, einen aller zwei Jahre stattfindenden internationalen Wettbewerb, der in den Kategorien Violine, Cello und Kammermusik ausgetragen wird. Im Jahr 2015 gründete und finanzierte sie die Alice and Eleonore Schoenfeld International Music Society Inc.